# Atribut substantival
Atributul substantival este un atribut exprimat printr-un substantiv. 
Atributul substantival este de trei feluri:
1. Atribut substantival genitival - exprimat prin substantiv comun sau propriu la cazul genitiv.
Exemple: crestele munților; cărțile lui Dan.
2. Atribut substantival prepozițional – exprimat printr-un substantiv la cazul acuzativ precedat de diferite prepoziții sau locuțiuni prepoziționale (de, către, spre, cu, fără, fără de, pentru) sau cazurile genitiv sau dativ cu prepoziție. Acest tip de atribut substantival poate fi considerat și locuțiune adjectivală.
Exemple: livada cu pruni; drumul spre sat; manualul de geografie.
3. Apoziția – este atributul substantival în care substantivul (folosit ca) apoziție apare la cazul nominativ, indiferent de cazul cuvântului determinat sau în același caz cu acesta.
Exemplu: Bogdan, prietenul meu, locuiește aici.